# Ctenochaetus
Ctenochaetus is een geslacht van doktersvissen uit de orde van baarsachtigen (Perciformes).

## Soorten
- Ctenochaetus binotatus Randall, 1955.
- Ctenochaetus cyanocheilus Randall & Clements, 2001.
- Ctenochaetus flavicauda Fowler, 1938.
- Ctenochaetus marginatus (Valenciennes, 1835).
- Ctenochaetus striatus (Quoy & Gaimard, 1825).
- Ctenochaetus strigosus (Bennett, 1828).
- Ctenochaetus tominiensis Randall, 1955.
- Ctenochaetus truncatus Randall & Clements, 2001.